# Edictum Theoderici
Das Edictum Theoderici („Edikt des Theoderich“) ist eine Sammlung von Rechtsvorschriften aus dem spätrömischen Recht. Die einzelnen Verordnungen enthalten Regelungen der Sicherung der öffentlichen Ordnung, der Prozessordnung und weiterhin zivil- und strafrechtliche Bestimmungen. Die Bezeichnung Edictum Theoderici regis wird ebenfalls verwendet („Edikt des Königs Theoderich“).
Seit der Editio princeps 1579, im Anhang zu den Schriften Cassiodors, durch Pierre Pithou gilt es gemeinhin als Erlass des Ostgoten Theoderichs des Großen, der vermutlich um 500 herausgegeben wurde. Seit den Veröffentlichungen von Piero Rasi 1953 ist diese Zuweisung allerdings teils umstritten: Alternativ wird nun manchmal eine Entstehung um 460 im tolosanischen Westgotenreich unter Theoderich II. angenommen. Dafür sprechen vielleicht auch jüngere Funde von Kapiteln des Edikts in Handschriften südfranzösischer Herkunft, während die von Pithou benutzten Handschriften verloren sind. Da sich allerdings auch das heutige Südfrankreich zeitweilig unter ostgotischer Herrschaft befand, müssen diese Funde nicht gegen Theoderich den Großen als Veranlasser der Sammlung sprechen.
Das Edikt wurde nach der älteren Forschung von einer Gruppe römischer Juristen auf Weisung Theoderichs verfasst, die neuere Forschung hält vielfach den praefectus praetorio Galliarum Magnus von Narbonne für einen möglichen Redakteur. Inhaltlich basiert es, neben Pro- und Epilog, mit 154 – häufig sehr kurzen – Vorschriften (capita) weitestgehend auf dem römischen Recht; es enthält keine neuen Gesetze und galt für Römer und Goten. Anders als etwa der wenig später entstandene Codex Iustinianus ist das Edikt dabei nicht systematisch gegliedert und trotz seiner fachlichen Stofffülle kaum als juristisches Handbuch nutzbar. Die neuere Forschung interpretiert es darum eher als Teil der Selbstdarstellung Theoderichs, der sich auf diese Weise als Wahrer und Einschärfer des römischen Rechts inszeniert habe, um die Rechtmäßigkeit seiner Herrschaft über den weströmischen Rumpfstaat zu betonen.
Unter justinianischer Ägide wurde das Ostgotenreich beseitigt, was auch weitestgehend zur Tilgung der Spuren des Edikts führte. Ersetzt wurden die Rechtsvorschriften durch die justinianischen Kodifikationen. Einzelne Handschriften des Edikts flossen gleichwohl in diverse Kapitel des Codex Iustinianus und die Epitome Iuliani ein. Weitere Verbreitung fanden sie im Rahmen von Gesetzen des 8. Jahrhunderts.